# Козлов, Владимир Викторович
Владимир Викторович Козлов (17 июля 1956, Лесозаводск, Приморский край — 13 марта 2018) — советский футболист, выступавший на позиции нападающего. Лучший бомбардир в истории клуба «СКА-Хабаровск».

## Биография
В детском возрасте в течение семи лет занимался баскетболом. В юношеском возрасте перешёл в футбол, играл за «Спартак» (Лесозаводск) и «Угольщик» (Артём) на первенстве Приморского края.
После призыва в армию оказался в хабаровском СКА, в его составе дебютировал в 1976 году в соревнованиях команд мастеров. С первого же сезона стал игроком основного состава, забил гол в первой своей официальной игре в ворота «Уралмаша» (2:0). В 1979 году вместе с командой поднялся из второй лиги в первую. Всего выступал в составе армейцев в течение 14-ти сезонов, за это время принял участие в 458 матчах первенства страны (третий результат в истории клуба) и забил 100 голов (лучший бомбардир). В августе 1989 года состоялся прощальный матч Владимира Козлова, в котором СКА сыграл против своего дублирующего состава.